# Gardehusarregimentet
Gardehusarregimentet (dobesedno slovensko Gardni huzarski polk; kratica GHR) je eden od dveh konjeniških in eden od dveh gardnih polkov Kraljeve danske kopenske vojske.
Kljub uradnemu nazivu konjeniške/huzarske enote je to v resnici oklepno-pehotna enota.

## Zgodovina
Polk je bil uradno ustanovljen leta 2001 z združitvijo Sjællandske Livregiment in Danske Livregiment, toda Kraljeva danska kopenska vojska za ustanovitev šteje leto ustanovitve najstarejšega dela novoustanovljenega polka - Sjællandske Livregiment, ki je bil ustanovljen 18. novembra 1614. S tem dejanjem je Gardehusarregimentet najdlje še aktivni huzarski polk na svetu.
Polk opravlja tako klasične operativne zadeve kot ceremonialne.

## Sestava
2007
- štab
- 1. oklepni bataljon
- 2. oklepno-pehotni bataljon
- 3. izvidniški bataljon
- 4. oklepno-pehotni bataljon
- 5. oklepni bataljon
- 6. mehanizirani pehotni bataljon